# Родин, Дмитрий Ильич
Дми́трий Ильи́ч Ро́дин (1912, село Новые Стрельцы, Рязанская губерния — 1992, Москва) — гвардии младший лейтенант, командир взвода 170-го гвардейского стрелкового полка 57-й гвардейской стрелковой дивизии, Герой Советского Союза.

## Биография
Родился в 1912 году в селе Новые Стрельцы ныне Пронского района Рязанской области.
Родители жили бедно. Парень рос крепким, озорным, хорошо учился в четырёхклассной школе, ездил в ночное, пахал землю, сеял овёс и рожь.
В 1932 переехал в Москву и стал работать слесарем в трамвайном тресте. Через три года его призвали в армию. После завершения службы вернулся к слесарному станку. С 1935 года член КПСС.
Когда началась Великая Отечественная война вступил добровольцем в ряды Московской дивизии народного ополчения. Командовал взводом. Шесть раз ранен.
Удостоен звания Героя Советского Союза 24 марта 1945 года.
После войны уволился в запас.
Жил в Москве. Умер 6 июня 1992 года. Похоронен на Калитниковском кладбище.

## Награды и звания
- Герой Советского Союза (указ Президиума Верховного Совета СССР от 24 марта 1945 года):
  - орден Ленина,
  - медаль «Золотая Звезда»;
- орден Александра Невского (приказ Военного совета 8-й гвардейской армии № 413/н от 12 ноября 1944 года);
- орден Отечественной войны I степени (указ Президиума Верховного Совета СССР от 11 марта 1985 года);
- медали СССР.